# Onze-Lieve-Vrouw van Lourdeskerk (Zuidermeer)
De Onze-Lieve-Vrouw van Lourdeskerk is een rooms-katholieke kerk in Zuidermeer in de Nederlandse provincie Noord-Holland.
De kerk werd in 1934 gebouwd. Architect Nicolaas Molenaar jr. ontwierp een zaalkerk in expressionistische stijl. De kerk was in de jaren 70 te groot geworden voor de afnemende groep kerkbezoekers. De kerk werd verbouwd, waarbij het koor als nieuwe kerkzaal in gebruik werd genomen en het schip als dorpshuis. Het in slechte staat verkerende koor werd bij een nieuwe verbouwing in 2009 afgebroken. De kerk is sindsdien gevestigd in de voormalige sacristie en biedt plaats aan 50 personen.

## Bron
- Reliwiki - Zuidermeer, O.L.Vrouw van Lourdes